# Devid Striesow
Devid Striesow, né le 1er octobre 1973 à Bergen auf Rügen, en Mecklembourg-Poméranie-Occidentale, est un acteur allemand.

## Biographie
Devid Striesow joue le rôle de Sturmbannführer Herzog (Bernhard Krüger) dans le film Les Faussaires (2007) de Stefan Ruzowitzky, qui remporte cette même année l'Oscar du meilleur film en langue étrangère. Il joue aussi le rôle d'Henri d'Anjou dans le téléfilm Henri 4 et apparaît également dans le film Trois (Drei, 2010) de Tom Tykwer.
Il a un fils avec l'actrice Maria Simon, lui aussi acteur, Ludwig Simon. Depuis 2008, il est marié à la camerounaise Francine . Le couple a un fils (né en 2010) et vit à Berlin-Pankow.

## Filmographie partielle

### Cinéma
- 2002 : Bungalow d'Ulrich Köhler
- 2003 : Ils ont eu Knut de Stefan Krohmer
- 2004 : Marseille d'Angela Schanelec
- 2005 : L'imposteur de Christoph Hochhäusler
- 2006 : Le Perroquet rouge de Dominik Graf
- 2006 : Montag d'Ulrich Köhler
- 2007 : Das Herz ist ein dunkler Wald
- 2007 : Yella
- 2007 : Les Faussaires de Stefan Ruzowitzky
- 2009 : This is love
- 2009 : Vision - Hildegard von Bingen
- 2009 : So glücklich war ich noch nie
- 2010 : Trois (Drei) de Tom Tykwer
- 2011 : Ein mörderisches Geschäft
- 2011 : Ein guter Sommer
- 2011 : Blaubeerblau
- 2012 : Fraktus
- 2014 : Le Temps des cannibales de Johannes Naber
- 2015 : Ich bin dann mal weg
- 2015 : Nichts passiert
- 2017 : Mademoiselle Paradis (Licht) de Barbara Albert
- 2022 : À l'Ouest, rien de nouveau
- 2024 : Bach – Ein Weihnachtswunder de Florian Baxmeyer

### Télévision
- 2005 : Sauvés par l'amour (Das Geheimnis des roten Hauses)
- 2008 : 12 heißt: Ich liebe dich
- 2008 : Der Tote in der Mauer
- 2009 : Vol 714 - Au bout de l'enfer (téléfilm)
- 2010 : Henri 4 (téléfilm)
- 2010 : Relations
- 2010 : Gier (série télévisée, 2 épisodes)
- 2010 : C'était l'un des nôtres (Es war einer von uns)
- 2012 : Auslandseinsatz
- 2019 : Sous le poirier, la mort (Unterm Birnbaum)
- 2021 : Parents à perpétuité (Für immel Eltern)